# Staje
Staje este o localitate din comuna Ig, Slovenia, cu o populație de 118 locuitori.